# Tony Franck
Tony Franck, geborene Thiedemann (* 11. Februar 1827 in Eckernförde; † 25. September 1875 in Berlin) war eine deutsche Pianistin.

## Leben
Die Tochter des Pädagogen Johann Jakob Thiedemann zeigte schon als Kind pianistisches Talent und wurde daher vom dänischen Königshaus gefördert. 1843 kam sie nach Berlin als Schülerin von Hofkapellmeister Wilhelm Taubert. Bald machte sie sich einen Namen als Pianistin, freundete sich mit Fanny Hensel geborene Mendelssohn an und trat auch in den von ihr veranstalteten Konzerten auf. Zu ihren Bewunderern gehörten Jacob Burckhardt, Paul Heyse und der Dichter Friedrich von Bodenstedt, besonders aber der Lyriker Emanuel Geibel, der sie in Gedichten verewigte. 1850 heiratete Tony Thiedemann den Komponisten Eduard Franck. Sie ist die Mutter des Komponisten Richard Franck.